# Xingyang
Xingyang (荥阳 ; pinyin : Xíngyáng) est une ville de la province du Henan en Chine. C'est une ville-district placée sous la juridiction administrative de la ville-préfecture de Zhengzhou.

## Histoire
Connu historiquement sous le nom de Yingyang (滎陽), elle fut jadis nommée Ao (隞) ou (囂) et fut la capitale de la Chine durant la dynastie Shang du roi Zhong Ding (仲丁) jusqu'au roi He Dan Jia (河亶甲).

## Démographie
La population du district était de 648 531 habitants en 1999.